# Cerkiew Pokrow Najświętszej Maryi Panny w Podemszczyźnie
Cerkiew Pokrow Najświętszej Maryi Panny w Podemszczyźnie – niezachowana drewniana parafialna cerkiew greckokatolicka, z 1882 położonej w Podemszczyźnie.

## Historia
Cerkiew zbudowana została w 1882, w miejscu starszej, drewnianej cerkwi datowanej na około 1596. Do parafii należały filialne cerkwie w Chotylubiu i Krzywem. Parafia należała do dekanatu lubaczowskiego, po I wojnie światowej do dekanatu cieszanowskiego.
Cerkiew została spalona jesienią 1944 w trakcie akcji pacyfikacyjnej. Pozostały tylko ruiny parawanowej dzwonnicy z 1909.